# TV-laget
TV-laget är två olika fotbollslag i Sverige bestående av kända personer. 
Det första laget spelade 555 uppvisningsmatcher åren 1959–2001 runt om i Sverige och inbringade på så sätt över 100 miljoner SEK till välgörande ändamål, framför allt till Barncancerfonden men också till små idrottsklubbar. Initiativtagare och lagledare var sportjournalisten och programledaren Bengt Bedrup, som också fungerade som speaker under TV-lagets matcher. 
Det andra laget började spela matcher 1996 med Patrick Ekwall som lagledare.

## Historia
TV-laget bildades 1959 då en förening ringde upp Bengt Bedrup och bad honom att skapa ett tillfälligt kändislag inför en välgörenhetsmatch. 3 000 personer såg den första matchen som blev en succé.
TV-lagets publikrekord slogs på Olympia i Helsingborg då man spelade inför 10 000 åskådare.
I början av 1990-talet uteslöts Bert Karlsson ur TV-laget, efter påtryckningar från andra spelare som vägrade att befinna sig på samma plan som honom, eftersom Bert Karlsson vid den tiden distribuerade Ultima Thules skivor. Bert Karlsson tog beslutet mycket hårt och har i efterhand kallat det för "sitt livs värsta ögonblick".
TV-laget under Bedrups ledning spelade sin allra sista match på Virdavallen i Alvesta 2001 då en tårfylld Bengt Bedrup tog farväl av publiken. Ardy Strüwer höll ett hyllningstal till Bengt Bedrup som hade drabbats av Parkinsons sjukdom. När Bengt Bedrup inte orkade leda sitt älsklingslag, eller "Sveriges största ambulerande lekstuga" som han själv skämtsamt kallade det, längre bestämde sig hela TV-laget för att lägga ned verksamheten.
Lagledaren Bengt Bedrup avled 2005. 
1996 spelade TV-laget i sin nuvarande modernare version sin första match på Örebäcksvallen i Båstad. Då med Patrick Ekwall som ansvarig för laget. Det laget innehöll även TV-personligheter, fd fotbollsstjärnor, skådespelare, idrottskändisar etc men lade betoningen på att spela "riktiga" matcher. 
När det "gamla" TV-laget inte längre hade kraft kvar att spela särskilt ofta så blev Ekwalls lag det som idag är TV-laget. Laget är mycket populärt och spelar under i snitt cirka 15 matcher om året över hela landet och överskottet från matcherna går till arrangerande föreningen.
De senaste åren har TV-laget spelat en 6-dagarsturné med sex matcher på sex dagar. Aktuell uppdaterad information kring TV-laget går att få via deras Facebook-sida "TV-laget".

## Spelare i TV-Laget
Över 500 personer har spelat i TV-laget genom åren, däribland:[källa behövs]
| - Morgan Alling - Bengt Alsterlind - Andreas Andersson - Anders Andersson - Micke "Syd" Andersson - Peter Antoine - Abgar Barsom - Lasse Beischer - Eddy Bengtsson - Challe Berglund - Gunnar Bernstrup - Lars-Gunnar Björklund - Erik Blix - Jesper Blomqvist - Thomas Bodström | - Jan Boklöv - Tomas Brolin - Jan Bylund - Daniel da Silva - Bengt Dahlkvist - Ralf Edström - Patrick Ekwall - Ulf Elfving - Refaat El-Sayed - Hans Eskilsson - David Fjäll - Peter Forsberg - Gunnar Gren - Eric Hagberg - Johan Hedenberg | - Ronnie Hellström - Richard Herrey - Bo Holmström - Glenn Hysén - Chris Härenstam - Peter Jihde - Yankho Kamwendo - Bert Karlsson - Niclas Kindvall - Pontus Kåmark - Billy Lansdowne - Bosse Larsson - Staffan Ling - Olof Lundh - Benno Magnusson | - Markoolio - Sven Melander - Martin Melin - Johan Mjällby - Roland Nilsson - Özz Nûjen - Sven Nylander - Geert den Ouden - Bosse Parnevik - Robert Perlskog - Johan Petersson - Jörgen Pettersson - Robert Prytz - Jovan Radomir - Andreas Ravelli | - Thomas Ravelli - Olle Sarri - Patrik Sjöberg - Rickard Sjöberg - Thore Skogman - Ingemar Stenmark - Ardy Strüwer - Niklas Strömstedt - Gary Sundgren - Kenneth Söderman - Martin Timell - Jens Tolgraven - Magnus Wislander - Ted Gärdestad |